# Mininova
Mininova era un contenitore e motore di ricerca per diverse tipologie di file .torrent e ha rappresentato sino al 26 novembre 2009 uno dei più grandi torrent finder di internet. Il sito venne creato nel gennaio 2005 come successore di Suprnova.org, a quel tempo molto popolare, che era finito offline alla fine del 2006 per problemi legali.
I visitatori di Mininova potevano caricare anonimamente file torrent sul sito, utilizzando qualsiasi BitTorrent tracker. La regola prevedeva semplicemente il divieto di caricare pornografia. Per chi violava tale regola, Mininova procedeva con la registrazione dell'indirizzo IP del violatore, che a quel punto non avreva più la possibilità di caricare alcun tipo di file.
La parola "Mininova" raggiunse il 9º posto nella classifica delle parole più cercate su Google del 2006.
Il 28 maggio 2008, Mininova dichiarò 5 miliardi di download effettuati dal suo sito.
Tuttavia, molti dei torrent distribuiti erano collegamenti per contenuti protetti dal diritto d'autore; ciò determinò la risposta legale del BREIN.
Parallelamente alla distribuzione di file .torrent, il team di Mininova avviò Snotr, un sito che offre la condivisione di video; e successivamente anche un servizio di distribuzione contenuti indirizzato ai produttori indipendenti .
Per conformarsi alla sentenza della Corte di Utrecht risalente all'agosto 2009, il 26 novembre dello stesso anno Mininova annunciò la limitazione del proprio sito al solo servizio di distribuzione contenuti.
In conseguenza di ciò, circa il 99.3% dei torrent ospitati sul sito furono rimossi, ed il traffico del sito scese del 66% in pochi giorni.. Secondo Alexa Internet, il traffico giornaliero del sito, che agli inizi di novembre 2009 lo poneva nella top 100 dei siti più visitati d'America, il 30 gennaio 2010 era precipitato al di sotto del 1000º posto.
Inizialmente Mininova stava valutando la possibilità di ricorrere in appello. Tuttavia, davanti alla prospettiva di una nuova denuncia per violazione di copyright intentata da BREIN, mininova ha rinunciato e le due parti hanno raggiunto un accordo extragiudiziale.
A febbraio del 2017 i curatori hanno annunciato la chiusura del sito, fissata per il 4 aprile, con la motivazione che le spese di gestione erano divenute insostenibili.
Come promesso, il 4 aprile 2017 il sito mininova.org è stato chiuso, lasciando on-line soltanto Snotr.

## Statistiche
- Totale torrent in database: 9,219
- Download di torrent totali: 10,098,822,498
- Ricerche l'ultimo giorno: 2,248,705